# 2018 en musique classique
| \| • Retour à la chronologie générale de la musique classique • \| |
| Grèce • Rome • Haut Moyen Âge • VIIIe siècle • IXe siècle • Xe siècle • XIe siècle XIIe siècle • XIIIe siècle • XIVe siècle • XVe siècle • XVIe siècle • XVIIe siècle XVIIIe siècle • XIXe siècle • XXe siècle • XXIe siècle |
| • Retour à la chronologie générale de la musique classique • |

| Années en musique classique : 2015 - 2016 - 2017 - 2018 - 2019 - 2020 - 2021    |
| Décennies en musique classique : 1980 - 1990 - 2000 - 2010 - 2020 - 2030 - 2040 |

## Événements

### Création
- 4 mars : Lunea de Heinz Holliger à l'Opéra de Zurich.
- 10 mai : Lessons in Love and Violence, opéra de George Benjamin, à Londres.
- 24 juin : Missa Brevis, composition de Thea Musgrave.
- 28 septembre : Guru, opéra de Laurent Petitgirard, en Pologne.
- 29 septembre : Bérénice, opéra de Michael Jarrell, à l'Opéra de Paris.
- 15 novembre : Fin de partie, opéra de György Kurtág, à La Scala de Milan.

### Autres
- 1er janvier : concert du nouvel an de l'orchestre philharmonique de Vienne au Musikverein, dirigé par Riccardo Mutti.

## Prix
- Prix Brahms : Christiane Karg, soprano.
- Prix Ernst von Siemens : Beat Furrer, compositeur suisse.
- Prix Birgit Nilsson : Nina Stemme, soprano suédoise.
- Prix Polar Music : Ahmad Naser Sarmast et l'Institut national afghan de musique.
- Praemium Imperiale : Riccardo Muti, chef d'orchestre italien.
- Samuel Hasselhorn obtient le 1er prix du Concours musical international Reine Élisabeth de Belgique consacré cette année au chant.
- Jean-Baptiste Robin est lauréat du grand prix lycéen des compositeurs.

## Décès
- 3 janvier : Colin Brumby, compositeur et chef d'orchestre australien (° 18 juin 1933).
- 8 janvier : Angelica May, violoncelliste allemande (° 17 septembre 1933).
- 11 janvier : Pierre Pincemaille[1], musicien français (° 8 décembre 1956).
- 14 janvier : François Morel, compositeur canadien (° 14 mars 1926).
- 26 janvier : Igor Joukov, pianiste et chef d'orchestre russe (° 31 août 1936).
- 5 février : Howard Davis, violoniste britannique (° 9 avril 1940).
- 2 mars : Jesús López Cobos, chef d'orchestre espagnol (° 25 février 1940).
- 5 mars : Kjerstin Dellert, soprano suédoise (° 4 novembre 1925).
- 12 mars : Olly Wilson, compositeur, pianiste, contrebassiste et musicologue américain (° 7 septembre 1937).
- 28 mars : Lívia Rév, pianiste hongroise (° 5 juillet 1916).
- 1er avril : Michel Sénéchal, ténor français (° 11 février 1927).
- 12 avril : Irwin Gage, pianiste américain (° 4 septembre 1939).
- 14 avril : Jean-Claude Malgoire, chef d'orchestre et musicologue français (° 25 novembre 1940).
- 21 avril : Huguette Tourangeau, mezzo-soprano canadienne (° 12 août 1938).
- 2 mai : Herman Krebbers, violoniste et pédagogue néerlandais (° 18 juin 1923).
- 20 mai : Dieter Schnebel, compositeur allemand (° 14 mars 1930).
- 25 mai : Piet Kee, compositeur et organiste néerlandais (° 30 août 1927).
- 1er juin : Andrew Massey, compositeur et chef d'orchestre britannique (° 1946).
- 3 juin : Isabelle Andréani, chanteuse lyrique mezzo-soprano française (° 18 février 1923).
- 16 juin : Guennadi Rojdestvenski, chef d'orchestre russe (° 4 mai 1931).
- 8 juillet : Oliver Knussen, compositeur britannique (° 12 juin 1952).
- 25 juillet : Guy Fallot, violoncelliste français (° 1927).
- 30 juillet : Khayyam Mirzazade, compositeur azerbaïdjanais (° 5 octobre 1935).
- 3 août : Michèle Le Bris, soprano française (° 1938).
- 15 août : Marie-Françoise Bucquet, pianiste française (° 28 octobre 1937).
- 23 août : George Walker, compositeur américain (° 27 juin 1922).
- 25 août : Noam Sheriff, chef d'orchestre et compositeur israélien (° 7 janvier 1935).
- 26 août : Inge Borkh, soprano allemande (° 26 mai 1921).
- 6 septembre : Claudio Scimone, chef d'orchestre italien (° 23 décembre 1934).
- 15 septembre : James Haar, musicologue américain (° 4 juillet 1928).
- 18 septembre : Piotr Lachert, compositeur et pianiste belge (° 5 septembre 1938).
- 24 septembre : Vicente Bianchi, chef d'orchestre, pianiste et compositeur chilien (° 27 janvier 1920).
- 6 octobre : Montserrat Caballé, soprano espagnole (° 12 avril 1933).
- 12 octobre : Takehisa Kosugi, compositeur et violoniste japonais (° 14 mars 1938).
- 19 octobre : Randolph Hokanson, pianiste et professeur américain (° 22 juin 1915).
- 22 octobre : Silvio Palmieri, compositeur canadien (° 10 novembre 1957).
- 3 novembre : Jörg Ewald Dähler, chef d'orchestre, claveciniste, pianofortiste et compositeur suisse (° 16 mars 1933).
- 12 novembre : Ricardo Requejo, pianiste et enseignant espagnol (° 10 juin 1938).
- 24 novembre: Harold Farberman, chef d'orchestre et compositeur américain (° 2 novembre 1929).
- 18 décembre: Girolamo Arrigo, compositeur italien (° 2 avril 1930).
- 26 décembre : Theodore Antoniou, compositeur et chef d'orchestre grec (° 10 février 1935).
- 28 décembre : Alain Kremski, compositeur, pianiste et percussionniste français (° 4 avril 1940).
- 30 décembre : Blandine Verlet, claveciniste française (° 27 février 1942).